# Gynoplistia (Gynoplistia) glauca
Gynoplistia (Gynoplistia) glauca is een tweevleugelige uit de familie steltmuggen (Limoniidae). De soort komt voor in het Australaziatisch gebied.